# عبد النور كريبازا
عبد النور كريبازا  (1975 الجزائر) هو لاعب كرة قدم جزائري.